# Копратаса
Копратаса (малайск. Kopratasa) — вокальное мужское трио в Малайзии. Основано в 1985 году. В составе: Сани Судин, Усоп (Мохд. Юсоф Ахмад), Сисо (Сеид Индра Сеид Омар). Одним из инициаторов создания группы был драматург Динсман. Исполняют песни собственного сочинения на слова популярных поэтов (Усман Аванг, Абдул Самад Саид, Дж. М. Азиз, Абдул Азиз Х. М., Латиф Мохидин, Сити Залеха Хашим, Т. Алиас Таиб, Халид Саллех и др.).
В первых песнях ощущалось влияние ветерана малайзийской эстрады М. Насира, который помогал группе выпускать диски. Всего выпущено 10 альбомов. Визитной карточкой группы стала песня «Помнишь ли ты?» (малайск. Masihkah kau ingat), написанная Сани Судином. Сани Судин и Усоп имеют также сольные альбомы — Сани: «Кофе и хлеб» (1993) и «В джунглях трудов» (1997); Усоп: «По направлению к вечности» 1990).
Группа была малоактивной в 1989—1996 гг., в 1997 году заявила о роспуске, но через год воссоединилась снова. Вместе с тем последний альбом, выпущенный от имени «Копратасы» в 2016 г. "Копратаса — 'Матнави' Руми", содержит песни в исполнении только двух её участников: Сани Судина и Усопа.

## Дискография
- Отдаться на волю судьбы (Keringat Dalam Pasrah, 1987)
- Ключ (Kunci, 1988)
- Эпизод 3 (Episod 3, 1989)
- Ночная верность (Sesetia Malam, 1996)
- Удовольствие (Nikmat, 1997)
- Антология (Antologi, 1998).
- Лучшее Копратасы (Best Of Kopratasa, 2001)
- Благородность (Mulia, 2003)
- Копратаса всё ещё втроём… и зубастая" (Kopratasa Masih Bertiga…Tetap Berbisa, 2006)
- Копратаса — 'Матнави' Руми (Kopratasa, Mathnawi Rumi, 2016)

## Награды
- Песня «Донданг Мустика» (Песня-драгоценность) была включена в шорт-лист на конкурсе на лучшую песню 2000 года, проводимом телекомпанией ТВ-3.